# Toft next Newton
Toft next Newton är en by i civil parish Toft Newton, i distriktet West Lindsey, i grevskapet Lincolnshire, i England. Byn är belägen 17 km från Lincoln. Toft next Newton var en civil parish fram till 1936 när blev den en del av Toft Newton. Civil parish hade 51 invånare år 1931. Byn nämndes i Domedagsboken (Domesday Book) år 1086 och kallades då Tofte.